# Мастронарди, Алессандра
Алесса́ндра Мастрона́рди (итал. Alessandra Mastronardi; род. 18 февраля 1986, Неаполь) — итальянская актриса.

## Биография
Алессандра Мастронарди родилась 18 февраля 1986 года в городе Неаполь, Италия. В 5 лет вместе с родителями переехала в Рим. Дебютировала в кино в 1999 году. Наиболее известна по ролям в фильме «Римские приключения», сериалах «Титаник: Кровь и сталь» и «Мастер не на все руки».

## Личная жизнь
В 2008 году на съёмках сериала «Криминальный роман» Алессандра встречалась с актёром Виничио Маркиони. 
В 2010 году на съёмках фильма «Под небом Рима» Алессандра встречалась с актёром Марко Форши.
С 2018 по 2022 год была обручена с британским актёром Россом МакКоллом.
8 июля 2023 года вышла замуж за стоматолога Джанпаоло Саннино, религиозная церемония состоялась в церкви Святой Софии в Анакапри.

## Фильмография
| Год       |     | Русское название                      | Оригинальное название                   | Роль             |
| --------- | --- | ------------------------------------- | --------------------------------------- | ---------------- |
| 1999      | с   |                                       | Un prete tra noi                        | Барбара          |
| 1999      | ф   |                                       | Il manoscritto di Van Hecken            | Анна             |
| 2001      | с   | Семейный доктор                       | Un medico in famiglia                   | Клаудиа          |
| 2004      | кор |                                       | Cose che si dicono al buio              | Фьямметта        |
| 2005      | тф  | Ветеринар                             | Il veterinario                          | девушка          |
| 2005      | ф   | Зверь в сердце                        | La bestia nel cuore                     | любовница        |
| 2005      | тф  |                                       | Il grande Torino                        | Роза             |
| 2006      | с   | Дон Маттео                            | Don Matteo                              | девушка          |
| 2006—2012 | с   |                                       | I Cesaroni                              | Ева Кудичини     |
| 2007      | ф   | Он пытается лететь                    | Prova a volare                          | Глория           |
| 2008—2010 | с   | Криминальный роман                    | Romanzo criminale - La serie            | Роберта          |
| 2009      | тф  |                                       | Non smettere di sognare                 | Стелла           |
| 2010      | тф  | Под небом Рима                        | Sotto il cielo di Roma                  | Мириам           |
| 2011      | тф  | Ателье Фонтана — сёстры моды          | Atelier Fontana - Le sorelle della moda | Миколь Фонтана   |
| 2011      | кор |                                       | Il fidanzamento di mia madre            | Чиара            |
| 2012      | тф  |                                       | La chartreuse de Parme                  | Клелия Конти     |
| 2012      | ф   | Римские приключения                   | To Rome with Love                       | Милли            |
| 2012      | с   | Титаник: Кровь и сталь                | Titanic: Blood and Steel                | София Сильвестри |
| 2013      | ф   | АмериКва                              | AmeriQua                                | Валентина        |
| 2013      | ф   | Пятое колесо                          | L'ultima ruota del carro                | Анжела           |
| 2014      | с   | Ромео и Джульетта                     | Romeo and Juliet                        | Джульетта        |
| 2014      | ф   |                                       | Amici come noi                          | Роза             |
| 2014      | кор |                                       | Un'altra storia                         | девушка          |
| 2014      | ф   |                                       | Ogni maledetto Natale                   | Джулия Колардо   |
| 2015      | с   |                                       | Ricette e ritratti d'attore             | женщина          |
| 2015      | ф   | Лайф                                  | Life                                    | Пьер Анджели     |
| 2016—2020 | с   | Практикантка                          | L'Allieva                               | Элис Аллеви      |
| 2017      | ф   |                                       | Lost in Florence                        | Стефания         |
| 2017      | с   |                                       | C'era una volta Studio Uno              | Джулия           |
| 2017      | с   | Мастер не на все руки                 | Master of None                          | Франческа        |
| 2017      | ф   |                                       | Titanium White                          | Сильвия          |
| 2017      | ф   |                                       | Otzi and the Mystery of Time            | Гелика           |
| 2018—2019 | с   | Медичи                                | Medici                                  | Лукреция Донати  |
| 2019      | ф   | Агентство Лжецов                      | L'agenzia dei bugiardi                  | Клио             |
| 2021      | тф  | Карла                                 | Carla                                   | Carla Fracci     |
| 2021      | ф   | Женщина для меня                      | La Donna per me                         | Laura            |
| 2022      | ф   | Невыносимая тяжесть огромного таланта | The Unbearable Weight of Massive Talent | Габриэла         |
| 2022      | ф   | Иначе мы рассердимся                  | Altrimenti ci arrabbiamo                | Miriam           |

## Награды и номинации
| Год  | Награда                                        | Категория                                         | Работа                 | Результат |
| ---- | ---------------------------------------------- | ------------------------------------------------- | ---------------------- | --------- |
| 2012 | Kineo Awards                                   | Лучшая актриса второго плана                      | Римские приключения    | Победа    |
| 2012 | Italian National Syndicate of Film Journalists | Лучшая актриса второго плана                      | Римские приключения    | Номинация |
| 2012 | Телевизионный фестиваль в Монте-Карло          | Лучшая актриса в драматическом сериале            | Титаник: Кровь и сталь | Номинация |
| 2018 | Critics’ Choice Movie Awards                   | Лучшая актриса второго плана в комедийном сериале | Мастер не на все руки  | Номинация |